# 金蓉镜
金蓉镜（1855年—1929年），初名鼎元，字养寿，又字学范，号子篯，后更名蓉镜，字香严，号甸丞、殿丞，又号闇伯、潜庵，晚号香严居士、香严庵主、香严头陀、就李乡民、敬持老人，浙江嘉兴府秀水县人，清末民初政治人物。

## 生平
清光绪戊子举人，十五年（1889）己丑进士，历任工部铅子库都水司主事，湖南郴州、靖州直隶州知州，永顺府知府，工部窑厂监督，军机处章京。民国后，曾任浙江通志局分纂，嘉兴县农会会长等。光绪三十二年（1906）八月十日，同盟会湖南分会会长禹之谟，因率学生迎接革命烈士陈天华、姚宏业灵枢安葬，又领导湘乡学界反对盐捐浮收，在长沙被捕，移解靖州。时金蓉镜任靖州知州，对禹之谟施用酷刑，被割舌，遭杀害。辛亥革命前夕，辞官回嘉兴。宣统三年（1911）十一月七日，嘉兴光复，成立嘉兴军政分府时，企图活动担任分府民政长，被革命党人抵制。
民国8年（1919）太湖水患，金蓉镜等人在嘉兴发起请愿修浚太湖。同年，又筹办嘉兴城区公共阅报处，进行社会教育。9年曾呈请北洋政府对嘉兴、嘉善、平湖、祟德、吴兴、德清6县实行减赋获准。
善书画，师事沈曾植，所作山水，简略荒率，不求工致，有书卷气。诗有名，亦宗沈曾植，上承秀水诗派。富藏书，卒后遗嘱将图书1364部、6228册捐于高士词(辞官回乡后，创立高士祠于南湖畔，以祭枢嘉兴历代乡贤)，后转归嘉兴图书馆。

## 家族
六世祖金德瑛，乾隆丙辰状元；嫡高高伯祖金潔，乾隆丙戌进士、金忠濟，乾隆甲戌进士；父金福澄，道光己酉举人；堂弟金兆蕃，光绪十五年举人、金應蕃，光绪戊子举人。

## 著作
有《淲湖遗老集》《续集》。朱古微序云：“国朝檇李诗人竹垞，为博大之宗，佐之者倦圃、秋锦、青士也。萚石一变而为奥折，以经义纬之，佐之者襄七、榖原也；衍之者梓庐、衎石也。至乙庵沈氏，益恢奇，无所不学，以至无学。竹垞一灯，流衍之远，持择之精，几如唐之韩门，非他人所能比并。吾友香严翁，既远有师承，又多所餐挹。五十称诗湖湘，与壬秋益吾两先生游；六十供事通志局，朝夕与乙庵相叩击，境凡三变；七十卖文海上，主周氏晨风庐，投赠始广……嗟乎，文士毕世一经，何所归命，进不能为朝廷任尺寸之忧，退不能为三径谋絃歌之资，徒抱区区之隐，唱叹于寂寞之滨，与草窗须溪同其牢落，得无邓禹笑人。香严其檇李诗人之穷乎？”周庆云《续集序》云：“香严居士诗学进境，尝受教于沈氏乙庵，致力于元祐、元和、元嘉三关。迨后乙庵评其诗，前二关均已通过，但须著意通第三关，自有解脱月在之时，其诗境之造诣未经人道，而香严会心不远。”

## 代表著作
- 潜庐全集
- 潜庐文钞二卷
- 潜庐诗集四卷
- 痰气集三卷
- 潜书一卷
- 衍微一卷
- 训俗常谈一卷
- 附：净土义证一卷
- 滮湖遗老集四卷